# Balthasar Hubmaier
Balthasar Hubmaier (n. 1485, Friedberg, Bavaria, Germania – d. 10 martie 1528, Viena, Monarhia Habsburgică) a fost o influentă personalitate anabaptistă a Reformei.

## Preot și teolog catolic
S-a născut în Friedberg, lîngă Augsburg, Bavaria. Nu se cunoaște nimic despre părinții săi. A urmat Școala latină din Augsburg, intrînd la Universitatea din Freiburg la 1 mai 1503. Datorită lipsei banilor, a fost nevoit să părăsească universitatea și să predea pentru un timp la Schaffhausen. S-a întors la Freiburg în 1507, obținînd licența și masteratul în 1511. În 1512 a primit doctoratul din partea universității din Ingolstadt. Hubmaier a fost inițial preot romano-catolic. A devenit apoi profesor la universitățile din Freiburg și Ingolstadt, unde a devenit prorector în 1515. Din 1518 a ocupat funcția de predicator al Catedralei din Regensburg. În această funcție a îndemnat la persecutarea evreilor și a luat parte la distrugerea sinagogii din Regensburg. Mai tîrziu, ca predicator pentru pelerini în capela „Mariei cea frumoasă”, a devenit cunoscut prin devoțiunea sa fanatică pentru Fecioara Maria. În 1521 s-a mutat la Waldshut.

## Întîlnirea cu Reforma
În 1522 i-a întîlnit la Basel pe Heinrich Glarean (profesorul lui Konrad Grebel) și pe Erasmus. Tot atunci început să citească scrierile lui Martin Luther, care l-au fascinat prin expunerea teologiei pauline. A ajuns în contact cu cercuri evanghelice și s-a împrietenit cu Huldrych Zwingli, pe care l-a cunoscut în martie 1523. În octombrie 1523 a participat la o dezbatere cu acesta în Zürich, în care a afirmat principiul ascultării de Scripturi. Devenise evident că Hubmaier dorea abandonarea botezului copiilor, o practică pe care nu o putea justifica biblic. În mediile acestuia i-a cunoscut și pe anabaptiști, printre care Konrad Grebel și  martirul de mai tîrziu Felix Manz. În 1524, s-a căsătorit cu Elisabeth Hügline din Reichenau. Anabaptistul Wilhelm Reublin, exilat din Zürich, a sosit în Waldshut în 1525. În aprilie i-a botezat pe Hubmaier și alte șaizeci de persoane.

## Anabaptist
La despărțirea definitivă de Zwingli s-a ajuns după ce în probabil cea mai importantă lucrare a sa, Despre botezul creștin al credincioșilor (Vom christlichen Tauff der Gläubigen), și-a justificat concepția sa despre botez. În decembrie 1525, Hubmaier s-a refugiat în Zürich din fața armatei austriece. Fiind arestat, a cerut să i se acorde o dezbatere cu Zwingli. La dezbatere au fost prezente zece persoane, dintre care patru la cererea lui Hubmaier. În timpul discuției, Hubmaier a citat afirmații ale lui Zwingli potrivit cărora copiii nu ar trebui botezați dacă nu au fost în prealabil instruiți. Zwingli a răspuns că fusese înțeles greșit. Hubmaier, derutat, a fost de acord să retracteze. A doua zi însă, în fața congregației, a mărturisit tulburarea mentală și spirituală pe care i-o adusese acest fapt, declarînd: „Nu pot și nu vreau să retractez.” Din nou în închisoare, sub tortură, a oferit retractarea care i se cerea. 
Părăsind apoi în secret orașul Zürich, i-a fost acordat azil în Nikolsburg. Acolo s-a arătat a fi împotriva non-violenței învățate și practicate în multe cercuri anabaptiste. Sprijinit de autoritățile din Nikolsburg, a îndemnat la rezistență armată împotriva „pericolului turc”.
În Moravia Hubmaier a scris alte 18 lucrări, prin care a exercitat o influență deosebită în mișcarea anabaptistă. Scrierile acestea tratează locurile comune ale învățăturii anabaptiste: respingerea botezului copiilor, disciplina bisericească, abținerea de la jurăminte. Surse istorice raportează că Hubmaier a botezat în Moravia mai bine de 2000 de adepți.
Întorcîndu-se la Waldshut, Hubmaier a întemeiat și acolo o comunitate anabaptistă. Arhiducele de Austria, Ferdinand I, i-a ordonat arestarea sub acuzația de sediție. În timpul detenției sale la Gratzenstain, Hubmaier a scris faimoasa Explicație a credinței mele (Rechenschaft meines Glaubens), în care a mărturisit fără echivoc credințele sale anabaptiste. Refuzînd oferta unei retractări, la 10 martie 1528 a fost ars pe rug în fața Stubentor din Viena. Ultimele sale cuvinte au fost: „Adevărul este nemuritor!” Trei zile după moartea sa ca martir, soția sa a fost executată prin înecare în Dunăre.

## Teologie
Ca anabaptist din ramura german-menonită (Schwertler), Hubmaier a considerat statul ca o instituție dorită de Dumnezeu. Creștinii au responsabilitatea de a susține guvernul și de a plăti taxele cuvenite. În Despre sabie e prezentată responsabilitatea statului de a-i apăra pe cei drepți, nevinovați și lipsiți de ajutor. Creștinii au  datoria de a lua sabia pentru o cauză dreaptă dacă guvernul le-o cere — prin această doctrină se deosebește anabaptismul Schwertler de cel Stabler.
Și după ruptura de Biserica Catolică Hubmaier a continuat să creadă în virginitatea perpetuă a Mariei și să-i acorde titlul de theotokos (Apologia 9–10).

## Scrieri
- Optsprezece articole (1524)
- Ereticii și cei care îi ard (1524)
- Apelul deschis al lui Balthasar din Friedberg către toți credincioșii creștini (1525)
- Botezul creștin al credincioșilor (1525)
- Douăsprezece articole ale credinței creștine (1526)
- Despre sabie (1527)